# Thomas François Burgers
Thomas François Burgers, född 15 april 1834 och död 9 december 1881, var en sydafrikansk politiker.
Burgers verkade tidigare som predikant i Sydafrika, och blev president i Transvaal 1872. Genom förhandlingar med Portugal fick Transvaal 1875 rättighet att anlägga järnväg till Delagoa bay i Portugisiska Östafrika. Företaget ledde emellertid till hopplös finansiell förvirring i Transvaal, och olyckliga krig mot kaffrerna ökade den inre anarkin. Det invecklade läget ledde till att britterna 1877 ockuperade Transvaal. Burgers fann sig i detta och levde sedan på engelsk pension i Kapkolonin.